# AT&T SportsNet Pittsburgh
AT&T SportsNet Pittsburgh est une chaîne de télévision sportive régionale américaine appartenant à AT&T Sportsnet qui diffuse des événements sportifs dans l'État de la Pennsylvanie, l'ouest de la Virginie, l'ouest du Maryland, l'est et le sud-est de l'Ohio et l'état de New York.
La chaîne est affiliée avec Fox Sports Net afin de sécuriser les ententes de diffusion avec les équipes et les conférences collégiales.

## Programmation

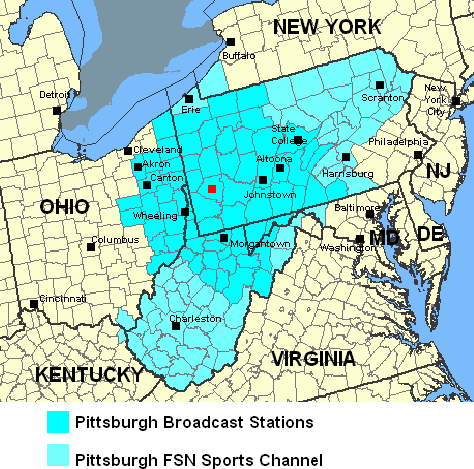
Aire de diffusion

La chaîne diffuse les matchs des équipes professionnelles suivantes :
- Penguins de Pittsburgh (NHL)
- Pirates de Pittsburgh (MLB)
- Steelers de Pittsburgh (NFL)

ainsi que la couverture des sports collégiaux suivants :
- Big East Conference (via ESPN Plus)
- Northeast Conference
- ACC
- Big 12 Conference
- Pacific-12 Conference
- California Vulcans
- Western Pennsylvania Interscholastic Athletic League